# Стивенсон, Колби
Колби Стивенсон (англ. Colby Stevenson; род. 3 октября 1997, Портсмут, США) — американский фристайлист (слоупстайл, биг-эйр), серебряный призёр зимних Олимпийских игр 2022 года, призёр чемпионата мира в дисциплине слоупстайл.

## Биография
Стивенсон участвует в соревнованиях FIS и AFP World Tour с 2011 года. На свой первый подиум он поднялся в январе 2012 года, заняв второе место в соревнованиях по хафпайпу, в феврале Колби одержал свои первые победы в слоупстайле и хафпайпе на USSA Revolution Tour в Отсего. 
Дебютировал на Кубке мира в ноябре 2011 года в Коппер-Маунтин, заняв 65-е место в хафпайпе. На чемпионате мира среди юниоров 2012 года в Кьеза-ин-Вальмаленко в Италии занял 25-е место в слоупстайле. В сезоне 2012/13 годов одержал победу в хафпайпе на USSA Revolution Tour в Севен Спрингс. 
В апреле 2014 года выиграл чемпионат США по слоупстайлу и занял второе место в хафпайпе. На чемпионате мира по фристайлу 2015 года он финишировал восьмым в слоупстайле. 
8 января 2016 года попал в автомобильную аварию, чудом остался жив. Заснул за рулём. Автомобиль восемь раз перевернулся, проломив крышу. Спортсмен получил около 30 переломов черепа, а также ребер и шеи. 
В январе 2017 года одержал первую победу на этапе Кубка мира по слоупстайлу в Альпе-ди-Сьюзи.
На чемпионате мира 2021 года в Аспене Стивенсон завоевал серебро в дисциплине слоупстайл. 
На Олимпийских играх 2022 года в Пекине завоевал серебряную медаль в дисциплине биг-эйр. 